# Piramidologia

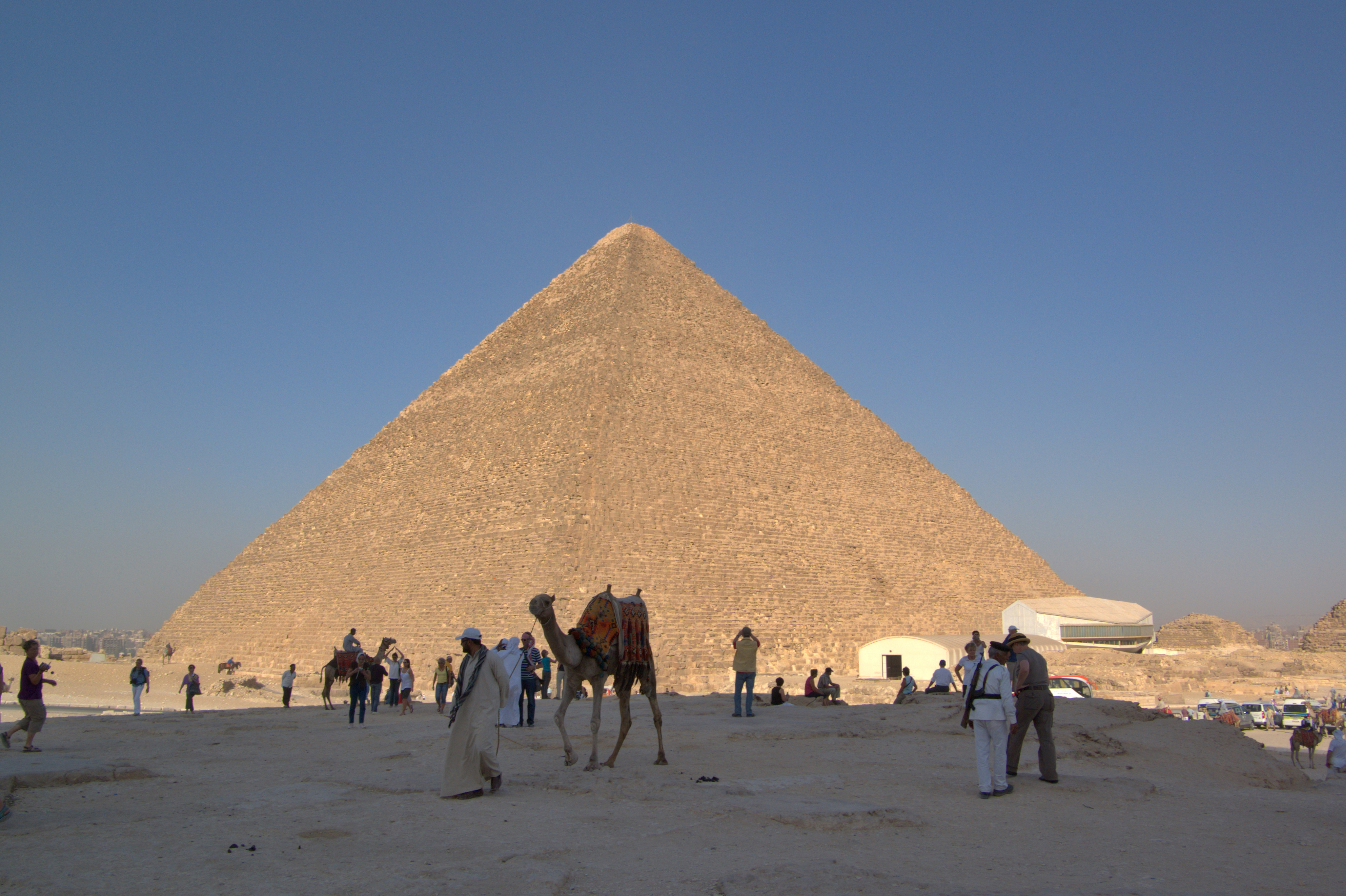
La Gran Piràmide de Kheops

Piramidologia és refereix a diverses especulacions pseudocientífiques respecte a les piràmides, declarades alternatives, que van contra les teories i proves de l'arqueologia, la història, l'astronomia i altres camps de recerca científica.

## Història

### John Taylor
El mot de piramidologia va ser inventay en el segle xix pel llibreter John Taylor, l'autor del llibre publicat l'any 1859 La Gran Piràmide, en el qual sostenia que els nombres π i {\displaystyle \Phi } poden haver set deliberadament incorporats en el disseny de la Gran Piràmide de Kheops, el perímetre es troba prop de 2π vegades l'alçada.

### Charles Piazzi Smyth
L'astrònom Charles Piazzi Smyth, que pretenia demostrar que la Gran Piràmide era un calendari universal ple de profecies. Smyth, va fer molts càlculs sobre la piràmide. N'atribueix la construcció als Hebreus, els veritables membres de la dinastia Hyksos sota la direcció de Melquisedec.

### Charles Taze Russell
Aquestes teories van guanyar influència en tot el món quan es van integrar en les obres de Charles Taze Russell, un pastor de Pittsburgh, Pennsilvània, qui va fundar el Moviment d'Estudiants de la Bíblia a finals de 1870. Russell ensenyava que la piràmide era «la Bíblia de pedra», i va continuar defensant aquest punt de vista fins que va morir l'octubre de 1916. Russell creia que la Gran Piràmide de Guiza formava part del Pla Diví de Déu i basava la seva interpretació en un passatge de les Escriptures a Isaïes 19:19-20, on diu, «Aquell dia el mig del país d'Egipte hi haurà un altar dedicat al Senyor, i a la frontera hi haurà una pedra erigida en honor d'ell. Serà un senyal, i un testimoni fins que el Senyor de l'univers és present al país d'Egipte».
Malgrat això, el successor de Russell, Joseph Rutherford va denunciar l'any 1928 la Piramidologia com teoria inspirada pel diable. En la dècada de 1920 hi hagué un gran cisma en el moviment i una part dels anomenats Estudiants de la Bíblia van continuar les ensenyances de Russell, així com el tema de la piramidologia.

### John i Edgar Morton
Dos germans John i Edgar Morton, científics, i estudiants de la Bíblia, associats i amics personal de Charles Taze Russell, van escriure tractats sobre la història, la natura, el simbolisme i profecies de la Gran Piràmide en relació amb la llavors coneguda història arqueològica, juntament amb interpretacions de profecies i la cronologia bíblica. Són coneguts per l'obra titulada Gran Piràmide, Simbolisme, Ciència i Profecia, publicada el 1923.

### David Davidson
David Davidson va escriure und llibres sobre piramidologia com La Gran Piràmide, el seu missatge diví, i va predir diverses vegades el final del món basant-se en les mides de la piràmide com ara l'any 1954.

### Adam Rutherford
El 1957, Adam Rutherford d'Escòcia (sense cap relació amb Joseph F. Rutherford), un seguidor de Charles Taze Russell amb opinions teològiques semblants a les promulgades pels estudiants de la Bíblia de l'època, va escriure Esbos de Piramidologia, llibre actualitzat el 1961 i 1962 i rebatejat com Llibres 1 i 2 de Piramidologia, seguits de Llibre 3 de Piramidologia el 1966. En aquests llibres Rutherford reconeix el seu deute amb el professor C. Piazzi Smyth, un company seu escocès. Rutherford va incorporar la terminologia i les referències de les Escriptures que havien estat prèviament ensenyades per Charles Taze Russell.
Aquests piramidologistes sostenien que la Gran Piràmide de Guiza havia predit l'èxode de Moisès d'Egipte, la crucifixió de Jesús, el començament de la I Guerra Mundial, la fundació de l'època moderna d'Israel el 1948, i futurs esdeveniments com l'inici de l'Harmagedon, mitjançant l'ús del que ells anomenen «polzades piramidals» per calcular el pas del temps (una polzada = un any solar britànic).
La majoria d'aquestes especulacions es refereixen a les Piràmides d'Egipte i, especialment, a la Piràmide de Kheops a Guiza. Tanmateix, els posteriors piramidòlegs també s'interessen per les estructures monumentals d'Amèrica precolombina (contes com Teotihuacán, la civilització maia mesoamericana, i els inques dels Andes sud-americans), i els temples del sud-est d'Àsia.

## Valoració científica
Els arguments de la piramidologia són considerats pseudociència per la comunitat científica, que considera llurs hipòtesis com sensacionalistes, inexactes, i totalment mancades d'anàlisi empíric ni aplicació del mètode científic.

## Tipus
Els principals textos piramidològics inclouen un o més dels següents aspectes:
- Teories pseudo-arqueològiques, que neguen que les piràmides hagin estat construïdes per servir com a tombes; explicacions alternatives sobre la construcció de les piràmides, com per exemple, l'ús de tecnologia antigravitatoria, hipòtesi que no van ser construïdes per humans de l'època sinó potser per extraterrestres o éssers de l'Atlàntida, visitants del futur o d'altres dimensions.
- Teories numerològiques: sobre que les mesures de la Gran Piràmide són esotèriques significatives, i que les seves mesures geomètriques contenen alguns missatges codificats.
- Poder piramidal: afirmacions com que la figura geomètrica piramidal, posseeix poders sobrenaturals curatius, magnètics i afrodisíacs.